# Кангалић
Кангалић или Кајали (грч. Βραχιά, Врахија) је насељено место у општини Делта у периферији Средишња Македонија, Грчка. Према попису из 2021. године било је 445 становника.
Према бугарском географу и историчару, Василу Канчову, у Кангалићу је 1900. године живело 240 Словена хришћана и 60 Рома.  После 1922. године насељено је 11 караманлијских избегличких породица, укупно 58 особа. На попису из 1928. године у Кангалићу је било 242 становника, од којих је 184 Словена. Када је Ениџевардарско језеро исушено, било је досељавања других грчких колониста.